# السعادة في العمل
على الرغم من وجود مجموعة كبيرة من البحوث النفسية الإيجابية في العلاقة بين السعادة والإنتاجية، فإن السعادة في العمل قد شهدت تقليدياً كمنتج ثانوي محتمل لنتائج إيجابية في العمل، وليس أكثر من كونه طريقا للنجاح في الأعمال التجارية. إلا أن عددا متزايداً من العلماء، وشملت منهم ويهم وليوبوميرسكي، تذكر أنه يجب أن ينظر إليها كأحد المصادر الرئيسية لنتائج إيجابية في مكان العمل.

## تعريف السعادة في العمل
بحث الدكتور لوريل إدموندز وجيسيكا برايس-جونز في مسألة السعادة في العمل بشكل مطولا وقد أنتج التعريف التالي من نتائجهما: 
| السعادة في العمل | Happiness at work is about mindfully making the best use of the resources you have to overcome the challenges you face. Actively relishing the highs and managing the lows will help you maximize your performance and achieve your potential. And this not only builds your happiness but also that of others--who will be affected and energized by what you do. | السعادة في العمل |

أصبح استخدام علم النفس الإيجابي أداة شعبية متزايدة وقيمة لإدارة وتطوير الموظفين في الأعمال التجارية. وقد أثر هذا بعد ذلك على التدفق للمجتمع التي يعملون بها. عندما يتم وضع هذه الممارسات المعمول بها في المجتمع المحلي – في هذه الحالة في الأعمال – عموما، فإن النتيجة هي فائدة حقيقية ومباشرة لإنتاجية العمل التجاري ولموظف أكثر سعادة وصحة كما ناقشها راث & كليفتون (2005).
مع أوجه التقدم الرئيسية في التكنولوجيا، لا سيما في بيئة مكتبية حديثة، أصبح أكبر نطاق من المعلومات متاح بسهولة في متناول العاملين. عامة، الموظفين اليوم لديهم معرفة واسعة النطاق لبيئات العمل، وبذلك فالحد الأدنى لتوقعاتهم من ما ينبغي لمكان عمل حديث توفيره لإبقائهم سعداء وذوي دافع مرتفع إلى حد ما. يمكن تنفيذ البرامج الأساسية جداً لتلبية هذه الاحتياجات والتوقعات. على سبيل مثال، إذا حققنا الهدف 'A'، سيتم تثبيت آلة قهوة مصفاة جديدة لتحل محل القهوة الفورية في غرفة الموظفين. هذه المكافآت البسيطة يمكن أن يكون لها أثر كبير على سعادة ومزاجية للموظفين – بالتأكيد، وتواتر المكافآت الإيجابية البسيطة هو أمر حاسم للنجاح.
واحدة من المزايا الرئيسية لعمل تجاري مع وجود برنامج جيد التخطيط والعمل، هو زيادة الإنتاجية من خلال إخراج أعظم وفي وقت أقل. من خلال برنامج علم نفس إيجابي ناجح، يمكن أن يحظى الموظفين براحة أعمق في علاقاتهم بمكان العمل، وعندها فإن نوعية عملهم كذلك تميل للتحسين. يخدم مدير أعمال استباقي في عالم الأعمال اليوم احتياجات الموظفين له إما بضمان برنامج عمل جيد في البيت أو بجلب خبراء لتسهيل تطوير برنامج آخر.